# Varistor

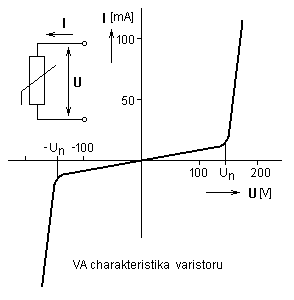
Voltampérová charakteristika varistoru

Symbol varistoru

Varistor je nelineární polovodičová součástka, jejíž odpor závisí na napětí. Je zhotovena slisováním a spékáním zrníček karbidu křemíku (SiC) při teplotě kolem 1200 °C, nebo spékáním oxidů některých kovů - například zinku. První uvedené se označují jako karbidové varistory, druhé jako MOV (Metal Oxid Varistor). Název součástky je odvozen z anglického variable resistor. Varistor je někdy označován i jako VDR (Voltage Dependent Resistor – rezistor závislý na napětí).
Při zvětšování napětí mezi vývody varistoru dochází nejprve k pomalému a skoro lineárnímu vzrůstu proudu. Odpor součástky je velký a téměř konstantní. Po dosažení napětí Un prudce poklesne vnitřní odpor. Napětí na varistoru se dále zvětšuje málo, dochází však k velkému nárůstu proudu.
Varistory se užívají ke stabilizaci stejnosměrných napětí a jako přepěťová ochrana. Lze je použít k ochraně kontaktů relé před jiskřením. V oblasti zvukových kmitočtů není varistor frekvenčně závislý, a protože elektrický odpor varistorů závisí pouze na přiloženém napětí, nedochází v reakci na napěťové výkyvy k žádnému zpoždění. Varistory poměrně dobře snášejí impulzové zatížení a propouštějí krátkodobě i velké proudy bez poškození.
V porovnání s transilem má varistor větší hmotu, do které se absorbuje teplo v případě sepnutí, a proto lépe a nedestruktivně absorbuje velké množství energie, například v síťovém rozvodu 230VAC.